# Carl Albert Kemmler
Carl Albert Kemmler (14 de agosto de 1813, Bad Mergentheim - 1 de noviembre de 1888, Donnstetten) fue un clérigo alemán y recolector botánico.
Desde 1847 hasta 1863 se desempeñó como pastor en Untersontheim, después de realizar un papel similar en la ciudad de Donnstetten. Como botánico, recogió plantas en Wurtemberg. Su herbario peresonal fue donado a la Universidad de Hohenheim en Stuttgart, y su gran colección de líquenes fue enviada al State Museum of Natural History Stuttgart, pero lamentablemente fue destruida durante la Segunda Guerra Mundial.
Con George Matthias von Martens, fue coautor del libro Fauna von Württemberg und Hohenzollern (1865).

## Honores

### Eponimia
En 1861 Gustav Wilhelm Körber nombró el género de líquenes Kemmleria (sinónimo de Buellia ) en su honor.
- La abreviatura «Kemmler» se emplea para indicar a Carl Albert Kemmler como autoridad en la descripción y clasificación científica de los vegetales.[5]